# Anadolu 01
Anadolu-01 (Trident XIV) — самопідіймальна бурова установка, яку на початку 2020-х років збираються задіяти для робіт у Туреччині.

## Загальні відомості
Судно, що спершу носило назву Andros, спорудили у 1982 році на сінгапурській верфі PPL Shipyard, що належала Promet Pte. Ltd. Замовником виступила компанія Techfor, заснована у Сінгапурі французьким підприємцем.
За своїм архітектурно-конструктивним типом судно відноситься до самопідіймальних (jack-up). Воно має три опори довжиною по 129 метрів та може оперувати в районах з глибинами до 91 метра. Оскільки Anadolu-01 є несамохідним, пересування до місця виконання робіт може здійснюватись шляхом буксирування або транспортування на палубі спеціалізованих суден для негабаритних вантажів.
Розміщена на борту бурова установка Gardner Denver 2100 E потужністю 1600 кінських сил дозволяє здійснювати спорудження свердловин глибиною 6,4 км.
Силова установка Anadolu-01  базується на 5 двигунах Caterpillar D399TA потужністю по 0,89 МВт.
На борту може проживати 115 осіб.

## Служба судна
Після спорудження Andros відправили до Індонезії для виконання робіт у Макасарській протоці у інтересах енергетичного гіганту Total.
В середині 1980-х судно перевели у Північне море, де воно провадило буріння у економічній зоні Нідерландів. Відомо, що у 1986 році внаслідок спорудження ним свердловини L-13 глибиною 4124 метра було відкрите газове родовище L7-G, яке, втім, наразі так і не введене в експлуатацію. Щонайменше в 1986—1987 роках Andros працювало на газовому родовищі Zuidwal, розташованому у Ваттовому морі (акваторія, відділена від Північного моря Фризькими островами).
В 1992 році засновник Techfor вирішив зосередитись на іншому своєму проекті — англо-французькій нафтовій компанії Perenco, тому він продав свій буровий бізнес Sedco-Forex із групи Schlumberger, яка перейменувала установку на Trident XIV. З 1999-го внаслідок злиття бурових підрозділів групи Schlumberger установка перейшла до компанії Transocean.
Тривалий період часу Trident XIV працювала над ангольськими проектами. Відомо, що навесні 1999-го Chevron/CABGOC подовжили контракт на її використання в Анголі. Також існують дані про роботу установки в цій африканській країні у 2004 , 2005, 2011, 2012, 2013 роках.
В 2012-му новим власником судна стала компанія Shelf Drilling (це було частиною угоди щодо придбання у Transocean одразу 37 самопідіймальних бурових установок).
З лютого 2018-го Trident XIV працювало у Нігерії на проектах ExxonMobil, при цьому навесні 2020-го цей енергетичний гігант повідомив про передчасне припинення контракту з липня того ж року.
Наприкінці 2020-го судно викупила турецька компанія Me-Ads Petrol ve Jeotermal, яка збирається задіяти його на проекті з розширення підземного сховища газу Сіліврі. Тут необхідно буде провести глушіння 5 старих та буріння 18 нових свердловин на розташованому у Мармуровому морі майданчику Кузей-Мармара.